# Siliștea (Constanța)
Siliștea es una comuna rumana del condado de Constanța.

## Geografía
La comuna está ubicada en la región de Dobruja septentrional.

## Historia
Hacia comienzos del siglo XX, la comuna de Taș-Punar, que ya por entonces pertenecía al condado de Constanța, estaba compuesta por las localidades de Taș-Punar (la capital, actual Siliștea), Băltăgești, Chior-Ceșme-Romîn y Chior-Ceșme-Tătar y tenía contabilizada una población de 1738 habitantes.
La comuna de Siliștea, que terminó compuesta por las localidades de Siliștea y Țepeș Vodă, en el censo de 2021 tenía una población de 1185 habitantes.